# 송두용
송두용(宋斗用, 1904년~1986년)은 대한민국의 무교회주의 기독교 사상가, 자선가, 출판인, 교육자, 독립유공자이다. 그의 부인은 배계복 여사로 일생 신앙의 동반자였다. 《성서조선》지의 동인으로서 식민통치를 비판하다가 서대문 형무소에 투옥되었었다. 

## 성장
송두용은 소년 시절에 이미 가정적으로 불교를 접했고 유교의 서당 교육도 거쳤으나, 청년 시절 심한 신경쇠약으로 고생하다 결국 병고로 고향을 탈출하다시피 일본 동경으로 건너가 유학하였다. 동경 유학 시절 송두용은 당시 세계적인 종교가로 무교회주의 신앙의 창시자인 우치무라 간조(內村鑑三)의 문하에서 성서와 신앙을 배우면서, 기적적으로 병도 나았다. 동경 유학 시절 동경농업대학에서 수학하며, 우치무라 문하의 김교신, 함석헌 등 6인조 동지의 한 사람으로서 1927년 "성서조선"지를 발간하였는데, 이때 송두용은 23세로 제일 어린 나이였다.

## 신앙 운동
그 후 동지들은 차츰 귀국해서 대체로 교육계에서 일하며 "성서조선"지와 함께 주일 성서연구회로써 무교회 신앙운동을 폈다. 송두용도 학업을 중단한 후 귀국하여 무교회주의 신앙 운동에 참가했는데, 오류동에 정착, 농사와 함께 무산아동 교육에 진력하며, 한편 주일 가정 성서연구회로써 경인지방을 중심으로 무교회 전도에 진력했다. 송두용은 해방 후에는 독립적으로 "영단", "숨은 살림", "성서인생", "성서신애" 지 등을 발간하며 주로 경인 지방에서 전도 활동을 펴나갔다.

## 신앙 특색
송두용의 신앙적 특색은 대단히 중요하다고 생각된다. 송두용의 은사 되는 우치무라 간조는 자신의 무교회 신앙을 루터 신앙의 완성이라고 했지만, 송두용의 신앙 역시 철저히 루터의 "신앙만의 신앙" 이었던 것이다. 김교신도 송두용의 신앙을 "멧돼지 신앙" 이라고 했다. 이렇듯 그의 신앙은 물불을 가리지 않는 그야말로 살아 움직이는 신앙이었다. 생애를 이로써 돌진했다고 할 것이다. 함석헌은 해방 후에 있었던 송두용의 입신 50주년 기념회에서, "세상에서는 나를 다섯번 변했다고 하는데, 송 형의 신앙은 초지일관 변함이 없다" 고 했다. 
그런데 루터의 개혁신앙의 모토는 신앙만의 신앙인데, 이는 결국 갈라디아서의 "사랑의 발동시키는 신앙"이었던 것이다. 송두용의 신앙을 신앙만의 신앙, 멧돼지 신앙이라고 할 때, 이 사랑의 발동이 완성했던 것을 우리는 잊지 말아야 한다. 이야말로 그의 신앙이 살아있는 증거였던 것이다. 김교신은 또 그를 평하여, "주위에 냉수 한잔을 떠주기에 정성을 다했다" 고 했다. 사랑의 실천을 말한 것이라고 생각된다. 이점 놀라운 것은 송두용은 6·25 동란 후 일관해서 김일성 씨를 위해서도 열심히 기도한 것이다. 바로 원수 사랑의 기도였다.
송두용은 끊임없는 독경과 한없이 깊은 기도의 생활로써 신앙이 인격적으로 무르익어, 왼손이 하는 것을 오른손이 모르게 하는 진정 믿음으로 발동되는 사랑에 의한 것이었다. 그의 삶은, 하나님과 더불어 그리스도와 같이 사는 생활 그것이었다. 송두용은 청년 시절에 경인 지방에서 농사와 무산 아동 교육에도 주야로 앞장서서 진력했으며, 특히 길가의 거지 아이들을 집에 데려다가 함께 살았으며, 가정을 개방하여 나환자에게도 극진한 사랑을 베풀었다. 또 설날이면, 가난한 생활에도, 적지 않은 떡을 해다가 이를 고스란히 다 인천 간석동에 있었던 나환자 부락에 보내었다. 

## 실천
원래 송두용은 영동 갑부 송씨 집안의 후계자로 상당한 재산가였지만, 그는 자신의 많은 재산을 남김없이 사용하여 결국 하늘나라에 보물을 쌓는 일로 소비하였다. 일제 말기 태평양 전쟁중에는 송두용은 재산 처리를 일반 토지시세에 의하지 않고 관에서 염가로 정한 고시가격으로 고스란히 처분했다는 유명한 이야기도 있다. 말하자면 그의 재산은, 이렇게 철저히 성서가 가르치는 하나님의 소유물로 알고 사리 사욕 없는 사랑에 의해 소비되었던 것이다. 이렇게 세상적으로는 우직할 정도였던 그의 신앙의 실천 생활은 후일 자식들의 반발에 접하기도 했다. 지인들은 이러한 그에게 경인지방에서 국회의원에 입후보하면 당선이 문제 없겠다며 여러 번 이를 권한 일이 있었으나, 선생은 "거기에서 무슨 좋은 것이 나오겠느냐" 하며 한마디로 뱉듯이 거절했다는 일화가 전해진다. 오히려 그는 노숙자들을 위해 서울역 대합실 화장실을 남 몰래 청소해 왔던 일로 유명하다.

## 평가
그와 함께 성서조선의 동인이었던 함석헌은 해방 후 우리의 정치·사회를 위해 모든 것을 바쳤다면, 송두용은 오로지 초지일관 일편단심 기독교 신앙과 그리스도의 사랑에 고스란히, 자신이 즐겨쓰던 "까치끈" 이란 말씀 그대로, 생애를 바쳤다. 응당 종교는 정치 이상의 세계로서, 송두용의 이러한 신앙 생애는 민족 신앙에 대한 위대한 공헌으로 높이 평가받아야 하겠다.

## 참고 문헌
- "송두용 선생 추도 문집" 의 머리말과 고별사 (노평구 씀)